# K-функция
K-функция, обычно обозначаемая {\displaystyle K(z)}, является обобщением  гиперфакториала для  комплексных чисел, подобно тому, как Гамма-функция является обобщением для факториала.
Формально, K-функция определяется, как
{\displaystyle K(z)=(2\pi )^{(-z-1)/2}\exp \left[{\begin{pmatrix}z\\2\end{pmatrix}}+\int _{0}^{z-1}\ln(t!)\,dt\right].}
Также определяется в замкнутой форме:
{\displaystyle K(z)=\exp \left[\zeta ^{\prime }(-1,z)-\zeta ^{\prime }(-1)\right]}
где ζ'(z) обозначает производную дзета-функции Римана, ζ(a,z) — это дзета-функция Гурвица и
{\displaystyle \zeta ^{\prime }(a,z)\ {\stackrel {\mathrm {def} }{=}}\ \left[{\frac {d\zeta (s,z)}{ds}}\right]_{s=a}.}
K-функция связана с Гамма-функцией и с G-функцией Барнса; для целых чисел n можно написать:
{\displaystyle K(n)={\frac {(\Gamma (n))^{n-1}}{G(n)}}.}
Также
{\displaystyle K(n+1)=1^{1}\,2^{2}\,3^{3}\cdots n^{n}.}
Для положительных аргументов принимает минимальное значение {\displaystyle 0{,}879786843\dots } в точке {\displaystyle x_{\mathrm {min} }=0{,}53768886\dots .}